# Joseildo da Silva
Joseildo da Silva, född 20 februari 1965, är en friidrottare från Brasilien. Han deltog vid olympiska sommarspelen 1992.